# Yasushi Akutagawa
Yasushi Akutagawa (芥川 也寸志 Akutagawa Yasushi?,  Takinogawa-ku, Ciudad de Tokio, 12 de julio de 1925 - Chūō, Tokio, 31 de enero de 1989) fue un compositor y director de orquesta japonés, hijo del escritor Ryūnosuke Akutagawa. Entre otros galardones, obtuvo en 1978 el premio de la Academia Japonesa de Cine por la música compuesta para las películas Hakkōda-san y Yatsuhaka Mura.

## Biografía

### Primeros años
Akutagawa nació el 12 de julio de 1925 en el antiguo distrito de Takinogawa-ku, Ciudad de Tokio, como el tercer y último hijo del escritor Ryūnosuke Akutagawa y su esposa, Fumi Tsukamoto. Tuvo dos hermanos mayores, Hiroshi (1920-1981), un actor, y Takashi (1922-1945), que murió en Birmania durante la Segunda Guerra Mundial. Su padre se suicidó cuando tenía dos años de edad.

### Carrera

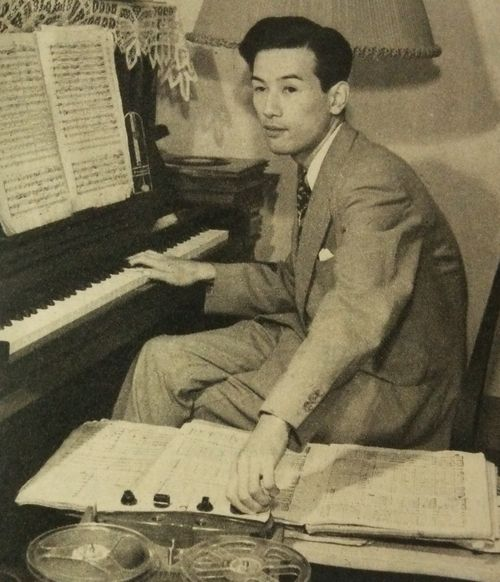
Akutagawa en 1952.

Akutagawa aprendió composición orquestal en la Universidad Nacional de Bellas Artes y Música de Tokio junto con Kunihiko Hashimoto, Kan'ichi Shimofusa y Akira Ifukube. También fue uno de los miembros de Sannin no kai junto con Ikuma Dan y Toshiro Mayuzumi.
En 1954, cuando Japón aún no tenía relaciones diplomáticas con la Unión Soviética, Akutagawa entró al país ilegalmente, donde entabló amistad con Dmitri Shostakóvich, Aram Jachaturián y Dmitri Borísovich Kabalevski. Fue entonces el único compositor japonés al que se le permitió publicar sus obras en la Unión Soviética en ese momento. Sus obras están influenciadas por Ígor Stravinski, Shostakóvich, Serguéi Prokófiev e Ifukube.
También fue un popular maestro de ceremonias de la televisión japonesa. Como educador, se dedicó a dirigir una orquesta amateur, Shin Kokyo Gakudan. Tras de su muerte, en 1990, el Premio de Composición Akutagawa fue establecido en su memoria.

## Obras

### Ópera
- Orpheus in Hiroshima, texto de Kenzaburō Ōe (1960/67)

### Orquesta
- Prelude for Symphony Orchestra (1947)
- Trinita Sinfonica (1948)
- Toccata (1949)
- Musica per Orchestra Sinfonica (1950)
- Triptyque (1953)
- Prima Sinfonia (Symphony No.1) (1954/55)
- Divertimento (1955)
- Symphony for Children "Twin Stars", texto de Kenji Miyazawa (1957)
- Ellora Symphony (1958)
- Marcia in Do, (1959)
- Negative Picture (1966)
- Ostinata Sinfonica (1967/70)
- Concerto Ostinato (1969)
- Rapsodia per Orchestra (1971)
- Concerto Ostinato (1974)
- Lullaby of Akita (1977)
- Poipa no Kawa to Poipa no Ki, texto de Eriko Kishida (1979)
- Allegro Ostinato (1986)
- Sounds  (1986)
- Balada del tema de Godzilla (1988), dedicado a Akira Ifukube

### Ballet
- Paradise Lost (1950)
- A Dream Under the Lake (1950, lost)
- Kappa (1951)
- Flame...star (炎も星も) (1953, lost)
- The Spider Web (1968)
- The Moon (1981)

### Instrumental
- Piano Trio (1946)
- String Quartet (1948)
- La Danse for piano (1948)
- Shajin-Shu, texto de Haruo Sato (1949)
- Ballade (1951)
- Fantasia for Microphone, tape music (1953)
- Nyambe, para harpa, celesta, clarinete bajo, 4 violas, 2 cellos y doble bajo (1959)
- Music for Strings No. 1, para 4 violines, 2 violas, 2 cellos y doble bajo (1962)
- 24 Preludes: The Piano Pieces for Children (1979)

### Películas
- The Skin of the South (1952)
- Entotsu no Mieru Basho (1953)
- Jigokumon (1953)
- La posada de Osaka (大阪の宿 Ōsaka no yado?) (1954)
- Takekurabe (1955)
- Ana (1957)
- Nobi (1959)
- Otōto (1960)
- Zero no Shōten (1961)
- Kuroi Junin no Onna (1961)
- Watashi wa Nisai (1962)
- The Broken Commandment (1962)
- Taiheiyo hitori-botchi (1963) con Toru Takemitsu
- Jigoku-hen (1969)
- Hakkōda-san (1977)
- Village of Eight Gravestones (1977)
- Kichiku (1978)
- Jiken (1978)
- Suspicion (1982), with Kurōdo Mōri

### Radio/Televisión
- Eriko to Tomoni, radio drama, NHK (1949)
- Akō Rōshi (Forty-seven Ronin), TV drama, NHK (1964) - Tema de apertura
- Ai no Gakko Cuore Monogatari, anime (1981) - Tema de apertura y cierre
- Benkei, TV drama, NHK (1986) - Tema de apertura